# Overdrive (cómic)
Overdrive (Sobrecarga en español) es un supervillano ficticio, que aparece en los cómics estadounidenses publicados por Marvel Comics, generalmente como un enemigo de Spider-Man.

## Historial de publicaciones
Creado por Dan Slott y Phil Jimenez, Overdrive apareció por primera vez en Amazing Spider-Man: Swing Shift (mayo de 2007), un número gratuito del Día del cómic que se desarrolla después de los acontecimientos de la historia de Spider-Man: One More Day.
Algo de un personaje de broma descartable, Overdrive hizo algunas apariciones intrascendentes a lo largo de la carrera de Dan Slott en The Amazing Spider-Man. Como parte de Marvel NOW! y el relanzamiento de Superior Spider-Man, Overdrive se unió a los Seis Siniestros y se presenta como uno de los personajes principales en Superior Foes of Spider-Man.

## Biografía del personaje ficticio
James Beverley es un piloto de carreras que soñaba con ser un superhéroe. Cuando todos sus intentos fracasaron y terminó en un accidente, consiguió la ayuda de Power Broker. Señor Negativo se acercó a él y le ofreció un trabajo en su organización criminal.
Overdrive fue contratado por Señor Negativo para robar un artefacto de un museo, pero no pudo entregarlo debido a la interferencia de Spider-Man. Overdrive condujo a Spider-Man en una persecución a alta velocidad por las calles de Manhattan. Cuando Spider-Man rompió el parabrisas del auto de Overdrive, reveló docenas de artículos relacionados con Spider-Man, como bobble-heads, ambientadores y figuras de acción. Overdrive declaró que era el "mayor fan" de Spider-Man, incluso solicitó un autógrafo mientras Spider-Man intentaba detenerlo.
La persecución finalmente culminó en un accidente automovilístico que hizo que Overdrive y su vehículo colgaran de un puente en Nueva York con las redes de Spider-Man con la nota característica de Spider-Man, "Cortesía de su amigable barrio Spider-Man". Overdrive le pidió a la policía que estaba en la escena que lo arrestara si podía conservar la nota. Overdrive fue enviado por Señor Negativo para robar el Sonic Pulse Generator de un laboratorio, pero volvió a fallar cuando se encontró con Spider-Man una vez más. Señor Negativo les dijo a sus hombres que se deshicieran de Overdrive y lo colocaron en el maletero de la limusina de Señor Negativo y Overdrive pudo escapar de ellos convirtiendo la limusina en uno de sus coches "engañados".
Desde que el Camaleón robó al bebé de Lily Hollister, Spider-Man había estado atacando a los villanos implicados. La policía recuperó una bola web que contiene Overdrive, Mancha y Diablo.
Peter Parker más tarde ve a Overdrive secuestrando a Terri Hilman, la hija de una poderosa mujer de la alta sociedad. Dado que su traje está sucio después de la batalla con el Doctor Octopus, Peter se ve obligado a utilizar un disfraz de Spider-Man de Halloween. Overdrive transforma la limusina que conduce en una copia de Spider-Mobile. Luego le dispara a Peter con telarañas clavándolo en una pared. Sin embargo, Peter logra sacar a Overdrive del auto y lo deja colgando para la policía.
Mientras trabajaba para Kingpin, Overdrive luchó contra Pantera Negra.
Como parte del evento Marvel NOW!, Overdrive fue contratado por Boomerang para ser parte de su versión de Seis Siniestros. Overdrive robó el vehículo original de Gran Rueda y lo mejoró gracias a sus poderes. Sin embargo, el Superior Spider-Man (la mente del Doctor Octopus en el cuerpo de Peter Parker) derrotó a Overdrive y al resto de los Seis Siniestros utilizando un campo de amortiguación de potencia que provocó el cierre de las nanobacterias de Overdrive. Overdrive se presenta como uno de los personajes principales en Superior Foes of Spider-Man. Admitió en secreto que solo se había convertido en un villano para ganar una reputación, y luego planeó convertirse al lado bueno, como Hawkeye.
El nuevo secuestrador que luchó contra Ant-Man y el Capitán América en Miami afirmó que sus superpoderes se derivaron de nanites que adquirió en Nueva York a partir de "algunos lavados llamados Overdrive".
Overdrive luego trabajó nuevamente para Señor Negativo y se convirtió en un conductor de escape para sus secuaces. Después de un atraco a un banco, Overdrive alejó a los Inner Demons de la policía. Cuando uno de los Inner Demons activó un arma en el auto de Overdrive para usarla contra la policía, Overdrive continuó conduciendo hasta la casa segura.Mientras estaban en su casa segura, los Inner Demons fueron atacados por un Sin-Eater revivido. Overdrive tomó su auto y se alejó deseando que su atacante fuera Punisher. Overdrive corrió durante tres días tratando de evitar a Sin-Eater.El día en que el sueño de Spider-Man predijo su muerte, Overdrive encontró a Spider-Man y le pidió su protección solo para que Sin-Eater le disparara. Carlie Cooper examinó su cuerpo en la morgue cuando Overdrive de alguna manera volvió a la vida y no encontró daños corporales en él.Debido a que Sin-Eater le había quitado sus poderes, Overdrive fue colocado en soporte vital mientras Carlie lo vigila. Después de una pelea con la Legión Letal en la Universidad Empire State, Spider-Man se pregunta cómo Overdrive puede estar en estado crítico mientras que todos los demás que Sin-Eater "limpió" fueron enviados a Ravencroft.James le explicó a Carly lo que le sucedió y comenzó a sentir pena por las acciones que causó. Algunos oficiales de policía luego revisaron a James y casi lo golpearon hasta matarlo solo para que Carlie los detuviera. James fue puesto en soporte vital mientras Carlie le informa a Spider-Man sobre lo que le sucedió a James.
Tras el suicidio de Sin-Eater, que hizo que aquellos a quienes purgó de sus pecados los recuperaran, James Beverley se recuperó y conoció a Carlie Cooper mientras trabajaba como taxista. Cuando invita a Carlie a cenar, James revela que tomó malas decisiones en su vida cuando quería ser un buen tipo. James la lleva a la cafetería más cercana.

## Poderes y habilidades
Overdrive dispersa nanites al tocarlos, lo que puede transformar un vehículo a su voluntad, como mejorar la velocidad o el diseño de un automóvil. Estos cambios se revertirán si Overdrive se aleja del vehículo durante demasiado tiempo, y sus poderes no funcionan si se "excita" demasiado. En un caso, pudo convertir un vehículo en una copia del Spider-móvil.

## En otros medios

### Televisión
Overdrive aparece en la segunda temporada de Spider-Man, episodio, "Bring on the Bad Guys" Pt. 1, expresado por Ryan Blaney. Él es uno de los villanos que participan en la generosidad de una persona misteriosa en Spider-Man. Overdrive lo atrajo usando sus nanites en un autobús que llevó a Spider-Man a evacuar el autobús. Después de ser enterrado en la trampa de Overdrive donde él tomó su guante, Spider-Man encontró una muestra de nanita que usó para él al encender la motocicleta de su tío Ben. Cuando Overdrive regresó debido a la necesidad del cuerpo de Spider-Man, Spider-Man lo enfrentó en una carrera de motocicletas que termina con Spider-Man usando un virus en los nanocables de Overdrive para detenerlo. Mientras Spider-Man navega por Overdrive, la policía llega cuando uno de los agentes de policía le da a Spider-Man una multa por exceso de velocidad. Overdrive cita "Te acostumbrarás a ellos" mientras se lo llevan.

### Videojuegos
Una versión femenina de Marvel 2099 de Overdrive aparece en la versión para Nintendo DS de Spider-Man: Edge of Time, con la voz de Kari Wahlgren.Su traje parece estar hecho de nanites, como su larga melena blanca sobresale. También es mucho más competente que su contraparte principal y afirma que comete delitos simplemente por la velocidad.